# Tostaky
Tostaky è il quarto album in studio del gruppo rock francese Noir Désir, pubblicato nel 1992.

## Tracce
1. Here It Comes Slowly – 3:03
2. Ici Paris – 3:37
3. Oublié – 4:33
4. Alice – 3:55
5. One Trip / One Noise – 4:12
6. Tostaky (Le continent) – 5:29
7. Marlène – 3:03
8. Johnny colère – 2:17
9. 7 minutes – 6:00
10. Sober Song – 2:51
11. It Spurts – 3:53
12. Lolita nie en bloc – 3:30